# Município de Springfield (condado de Richland, Ohio)
O município de Springfield (em inglês: Springfield Township) é um município localizado no condado de Richland no estado estadounidense de Ohio. No ano de 2010 tinha uma população de 10.685 habitantes e uma densidade populacional de 112,56 pessoas por km².

## Geografia
O município de Springfield encontra-se localizado nas coordenadas 40° 46′ 14″ N, 82° 37′ 38″ O. Segundo a Departamento do Censo dos Estados Unidos, o município tem uma superfície total de 94.93 km², da qual 94.74 km² correspondem a terra firme e (0.2%) 0.19 km² é água.

## Demografia
Segundo o censo de 2010, tinha 10.685 habitantes residindo no município de Springfield. A densidade populacional era de 112,56 hab./km². Dos 10.685 habitantes, o município de Springfield estava composto pelo 92.97% brancos, o 3% eram afroamericanos, o 0.23% eram amerindios, o 1.88% eram asiáticos, o 0.02% eram insulares do Pacífico, o 0.47% eram de outras raças e o 1.42% pertenciam a duas ou mais raças. Do total da população o 1.19% eram hispanos ou latinos de qualquer raça.